# Live Seeds
Live Seeds är ett livealbum av Nick Cave and the Bad Seeds. Albumet spelades in i Europa 1992 samt Australien 1993 under turnén efter Henry's Dream och släpptes 1993.
Med på turnén var Nick Cave, Blixa Bargeld, Mick Harvey, Conway Savage, Thomas Wydler samt Martyn P. Casey.
Låten "Plain Gold Ring" har av Cave aldrig spelats in i studion. Det är en cover av en låt gjord av Nina Simone.

## Låtlista
1. "The Mercy Seat" - 4:49
2. "Deanna" - 4:43
3. "The Ship Song" - 4:21
4. "Papa Won't Leave You Henry" - 6:30
5. "Plain Gold Ring" - 5:06
6. "John Finn's Wife" - 5:45
7. "Tupelo" - 6:07
8. "Brother My Cup Is Empty" - 3:15
9. "The Weeping Song" - 4:02
10. "Jack the Ripper" - 3:51
11. "The Good Son" - 4:29
12. "From Her to Eternity" - 4:55
13. "New Morning" - 3:22